# Свети Георги (Кремиковски манастир)
„Свети Георги“ е средновековна църква, стар католикон на Кремиковския манастир, България.

## История
По време на реставрацииите на църквата е открит фрагмент от живопис – фон и обрамчващи елементи, който предхожда XV век.
Стенописите в храма се отличават с монументалност и въздейственост. Разлики в стила и похватите показват, че стенописите в преддверието и тези в самата църква са правени от различни зографи и по различно време.
Сред стенописите в преддверието от 1493 година се отличават изображенията на ктитора Радивой и семейството му в момента в който поднасят църквата в дар на софийския митрополит Калевит и патрона Свети Георги Победоносец. Тези стенописи са дело на ателие, принадлежащо на Костурската художествена школа, изписало също и църквата „Света Богородица Кубелидики“ в Костур.
Северната, южната и западната стена на притвора са изографисани през XVII век. Сред фреските изпъкват образите на архангел Михаил, Свети Свети Константин и Елена, светците-воини Прокопий, Теодор Стратилат и Теодор Тирон, както и моменти от живота на Богородица и на Свети Георги.
Иконостасът на късносредновековния храм не е на мястото си.